# Saint-Gervais-de-Vic
Saint-Gervais-de-Vic è un comune francese di 392 abitanti situato nel dipartimento della Sarthe nella regione dei Paesi della Loira.

## Società

### Evoluzione demografica
Abitanti censiti